# Dagobert Sigmund von Wurmser
Il conte Dagobert Sigmund von Wurmser (Strasburgo, 17 maggio 1724 – Vienna, 22 agosto 1797) è stato un feldmaresciallo austriaco.
Combatté nella guerra dei sette anni e nella Guerra di Successione bavarese oltre che nella campagna del Reno nei primi anni delle guerre rivoluzionarie francesi, ma è ricordato soprattutto per il suo ruolo nella campagna d'Italia del 1796 contro Napoleone Bonaparte.
Anche se all'inizio della Guerra dei Sette anni era impiegato nell'esercito reale francese, Wurmser lasciò la Francia dopo che Luigi XV di Francia siglò un accordo di pace con la Gran Bretagna, entrando al servizio degli Asburgo d'Austria. Prese parte quindi alla Guerra di Successione bavarese, la cosiddetta Kartoffelkrieg (guerra delle patate). Durante le guerre rivoluzionarie francesi Wurmser comandò diverse armate asburgiche impegnate nella valle del Reno dal 1793 al 1795, realizzando successi a Lauterburg e a Weissenburg nell'ottobre del 1793.
Nel 1796 Francesco II del Sacro Romano Impero lo inviò nell'Italia settentrionale, dove gli Asburgo erano impegnati a difendere i territori del Ducato di Milano. In una serie di battaglie ben combattute con l'esercito francese, sotto il comando dell'emergente generale Napoleone Bonaparte, Wurmser venne intrappolato con la sua armata a Mantova; dopo una capitolazione negoziata, Wurmser lasciò la città con i pieni onori militari e con settecento uomini, marciando alla volta di Vienna. La sua sconfitta a Mantova non diminuì il lustro del suo servizio agli occhi imperiali per un grande soldato di 72 anni che aveva combattuto per gran parte della propria vita in ardue campagne militari. La sua salute iniziò a peggiorare poco dopo il suo pensionamento e morì nel 1797.

## Biografia

### I primi anni in Francia
Nato a Strasburgo, nel regno di Francia, nella provincia dell'Alsazia, era figlio di Frantz Jacob Wurmser von Vendenheim. Battezzato nella chiesa protestante di San Nicola, iniziò la propria carriera militare al servizio dell'esercito reale francese durante le campagne per la Guerre di Slesia come ufficiale di cavalleria sotto il comando del maresciallo principe Carlo di Rohan-Soubise. Nel 1747 venne promosso capitano.
Il 25 gennaio 1761 a Vendenheim (Dipartimento del Basso Reno) sposò Sophia Henrietta Rosina Juliana von und zu der Thann. Questa morì all'età di 39 anni a Trautenau (Boemia) il 27 giugno 1772 come conseguenza di una nascita, e venne sepolta a Michelsdorf (Slesia).
Nel 1750, quando suo padre lasciò l'Alsazia per divenire suddito asburgico, Wurmser lo seguì ed entrò nell'esercito imperiale del Sacro Romano Impero, portandosi con sé altri soldati dalla Francia. Come membro dell'esercito austriaco, prese parte agli ultimi anni della guerra continentale battendosi contro i prussiani e mostrando abilità di comando eccezionali e attitudini coraggiose. Il 30 gennaio 1761, Francesco I lo elevò al rango di conte del Sacro Romano Impero. Due anni più tardi l'arciduca Carlo di Lorena, stadtholder dei Paesi Bassi, lo volle tra i suoi reggimenti di fanteria e ussari.

### La guerra di successione bavarese
Nella primavera del 1778 il 30° ussari di Wurmser venne posto in servizio nella Boemia settentrionale, per coprire il confine tra la Sassonia e la Slesia. Friedrich von Nauendorf, figlio del precedente proprietario del reggimento, era capitano in un villaggio poco fuori dalla postazione con circa 50 ussari al proprio comando. All'inizio di luglio, il generale prussiano Johann Jakob von Wunsch (1717–1788), penetrò in Boemia presso il villaggio fortificato di Náchod, compiendo la prima azione armata della Guerra di Successione bavarese. Von Nauendorf guidò i suoi 50 ussari contro le considerevoli forze di Wunsch. Malgrado il numero di forze maggiori, Nauendorf riuscì a fare desistere von Wunsch trattando degnamente i propri avversari e il giorno successivo venne promosso al rango di maggiore. Con l'evoluzione della guerra nell'estate di quell'anno, gli ussari di Wurmser furono impegnati in altre azioni coprendo il fianco sinistro dell'esercito, posizionandosi nelle alture sopra Jaroměř, in una tripla linea estesa per 15 km presso il fiume sino a Königgrätz.
Nell'ottobre di quello stesso anno Giuseppe II del Sacro Romano Impero ritirò gran parte delle proprie forze dal confine boemo su minaccia di un intervento di Caterina II di Russia; Federico II di Prussia fece lo stesso. Una piccola forza di ussari e dragoni rimase in Boemia per l'inverno, prevenendo incursioni prussiane oltre il confine. Wurmser venne nominato comandante di questo cordone e, tramite il colonnello Wilhelm Klebeck, diede ordine di attaccare il villaggio di Dittersbach. Klebeck guidò una colonna di croati nel villaggio. Durante l'azione, rimasero uccisi 400 prussiani e altri quattrocento vennero fatti prigionieri, oltre a otto bandiere che vennero catturate dagli austriaci. A seguito di questo successo contro i prussiani, Giuseppe II concesse a Wurmser la croce di cavaliere dell'Ordine Militare di Maria Teresa il 21 ottobre 1778.
In un altro raid, nel gennaio del 1779, Wurmser avanzò nella contea di Glatz con cinque colonne, due delle quali, comandate dal maggiore generale Franz Joseph Kinsky, circondarono Habelschwerdt tra il 17 e il 18 gennaio. Mentre una colonna si assicurò l'avvicinamento, l'altra sotto la guida del colonnello Pallavicini, prese possesso del villaggio, catturando il principe di Assia-Philippsthal e settecento uomini, tre cannoni e sette bandiere. Wurmser personalmente comandò la terza colonna nell'assalto al forte svedese detto Oberschwedeldorf; sia il forte che il villaggio di Habelschwerdt vennero posti a ferro e fuoco dagli austriaci. Il maggiore generale Ludwig von Terzi (1730–1800), che copriva l'avanzata delle due rimanenti colonne, riuscì a catturare da solo 300 prigionieri prussiani. Nel frattempo Wurmser mantenne la sua posizione nei vicini villaggi di Rückerts e Reinerz, raggiungendo poi la periferia di Glatz dove fu in grado di riprendere il controllo del confine slesiano, raggiungendo Schweidnitz. Halberschwerdt e Oberschedeldorf vennero completamente distrutte.

### Le guerre rivoluzionarie francesi
Nel 1787 Wurmser ricevette la promozione a generale di cavalleria e ottenne incarichi militari a Vienna, in Boemia e in Galizia, divenendo comandante generale di quest'ultima regione nel corso della Guerra austro-turca (1788-1791). Mentre Wurmser era impegnato in una serie di battaglie per l'Austria nei Balcanicani, in Francia gli Stasti Generali riformavano il governo e premevano per una nuova costituzione scritta. Inizialmente, i regnanti d'Europa videro la Rivoluzione francese solo come un fatto tra il re di Francia e il suo popolo, e preferirono pertanto non interferire nella faccenda. Nel 1790 Leopoldo II succedette a suo fratello Giuseppe come imperatore e nel 1791, considerando la situazione gravante su sua sorella Maria Antonietta, si pose in stato di allarme. Nell'agosto del 1791, consultatosi con i nobili francesi emigrati nel Sacro Romano Impero e con Federico Guglielmo II di Prussia, emise la Dichiarazione di Pillnitz con la quale si posero direttamente in difesa del re di Francia e della sua famiglia. Il 20 aprile 1792 la Convenzione Nazionale francese dichiarò guerra all'Austria. Nella Guerra della Prima coalizione (1792–1797), la Francia si oppose alla maggior parte degli stati europei con cui confinava, oltre a Portogallo e Impero Ottomano.

#### La campagna del Reno (1793–1794)

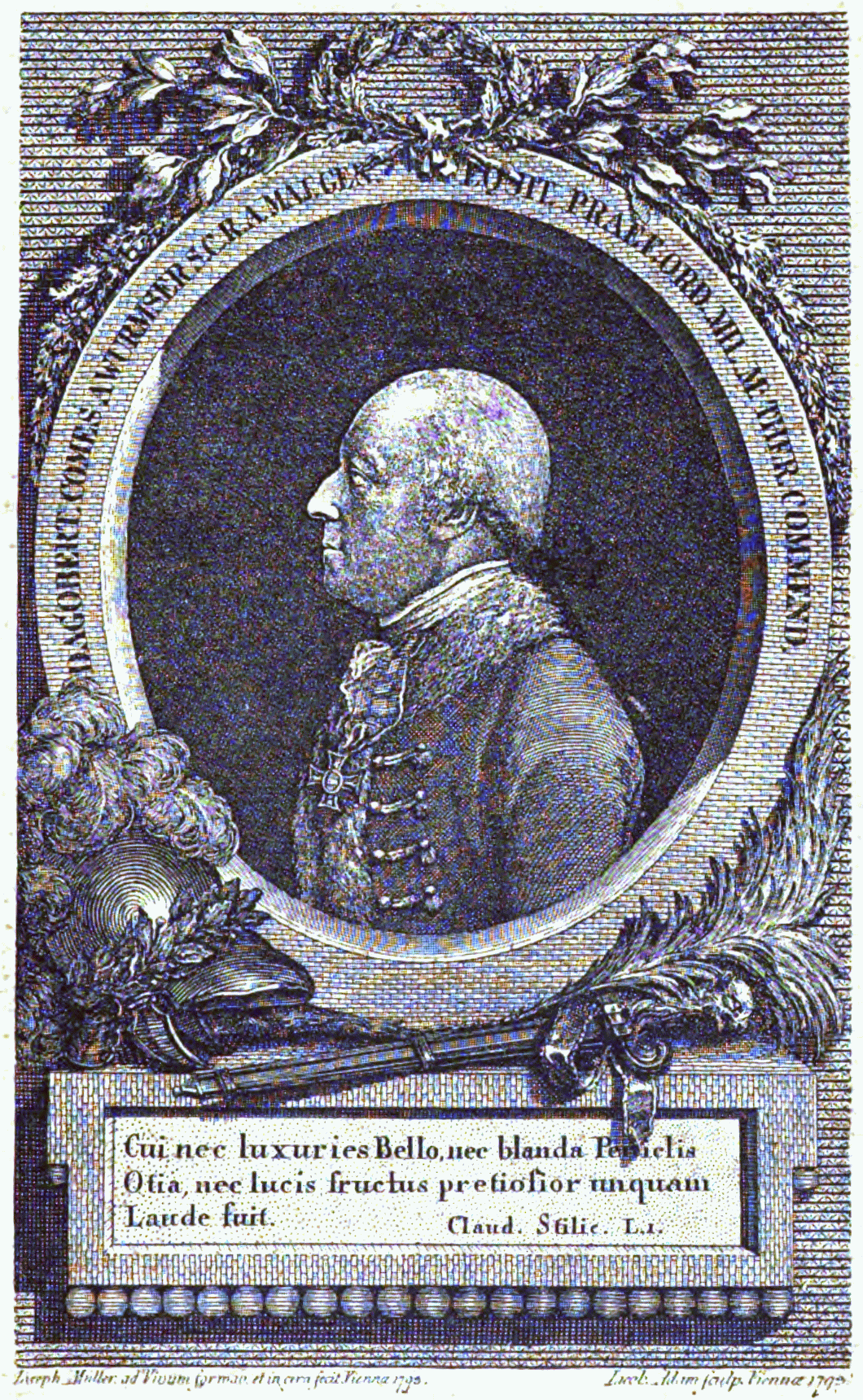
Il feldmaresciallo von Wurmser in un'incisione del 1795

Dal febbraio del 1793 al gennaio del 1794, Wurmser comandò l'armata imperiale del Reno. Uscì vittorioso a Lauterburg e a Weissenburg il 13 ottobre 1793. Le due linee, una serie di terrapieni a sud del fiume Lauter, emissario del fiume Reno in Alsazia-Lorena, offrivano una maggiore protezione difensiva strategica ai francesi.
Parte dell'armata dei Vosgi francese, al comando del generale Jean Victor Moreau, mantenne le posizioni della Francia. Tre battaglioni e sei squadroni, comandati dal generale di brigata Illier, mantennero anche dieci pezzi d'artiglieria nell'area. La linea difensiva francese si portava poi a ovest da Lauterbourg al Reno sino a Saarbrücken. La parte occidentale di questa linea, da Lauterbourg a Wissembourg, era protetta dalla cosiddetta linea di Wissembourg, una serie di fortificazioni costruite già un secolo prima per proteggere l'Alsazia da invasioni esterne. L'armata del Reno difese queste linee e presenziò anche a Hornbach e Kettrick.
Il 20 agosto, Wurmser diresse la 4ª colonna alleata, oltre alle truppe assiane e austriache del feldmaresciallo Kavanagh, aumentate da un battaglione di truppe emigré, all'assalto di parte di queste fortificazioni; l'attacco di Kavanagh risultò decisivo; il generale Illier rimase ucciso nell'azione da un cacciatore assiano. Un numero incerto di francesi (circa tremila riportano le cronache) rimase ucciso o ferito nel corso degli scontri, mentre tre ufficiali e cento uomini furono i prigionieri. I combattimenti per la linea di Weissembourg proseguirono per i successivi 45 giorni. A metà settembre i prussiani riuscirono a respingere l'assalto francese a Pirmasens, una piccola fortificazione locale e questo successo incoraggiò ulteriormente gli alleati a proseguire i loro assalti alle difese francesi.
Le forze di Wurmser erano composte da 33.599 fanti e 9.635 cavalieri che pattugliavano le linee. Mentre i prussiani marciavano verso le linee da Pirmasens, Wurmser organizzò le sue forze in sette colonne e con queste assaltò ulteriormente le fortificazioni locali. Nella Prima battaglia di Wissembourg del 13 settembre le difese francesi vennero sconfitte.
Due mesi più tardi i francesi destinarono forze maggiori a riprendere possesso delle fortificazioni nell'area. Wurmser comandò il contingente austriaco alla sconfitta della Seconda battaglia di Wissembourg il 26 dicembre 1793. Al termine della campagna del Reno, per il valore dimostrato e la perizia tattica impiegata, ottenne la gran croce dell'Ordine Militare di Maria Teresa.
Dall'agosto del 1795 al giugno del 1796 Wurmser comandò l'armata dell'Alto Reno, sconfiggendo i francesi il 18 ottobre davanti a Mannheim, conquistandone la fortezza il 22 novembre. Nel 1795 ottenne il rango di feldmaresciallo.

### La campagna in Italia

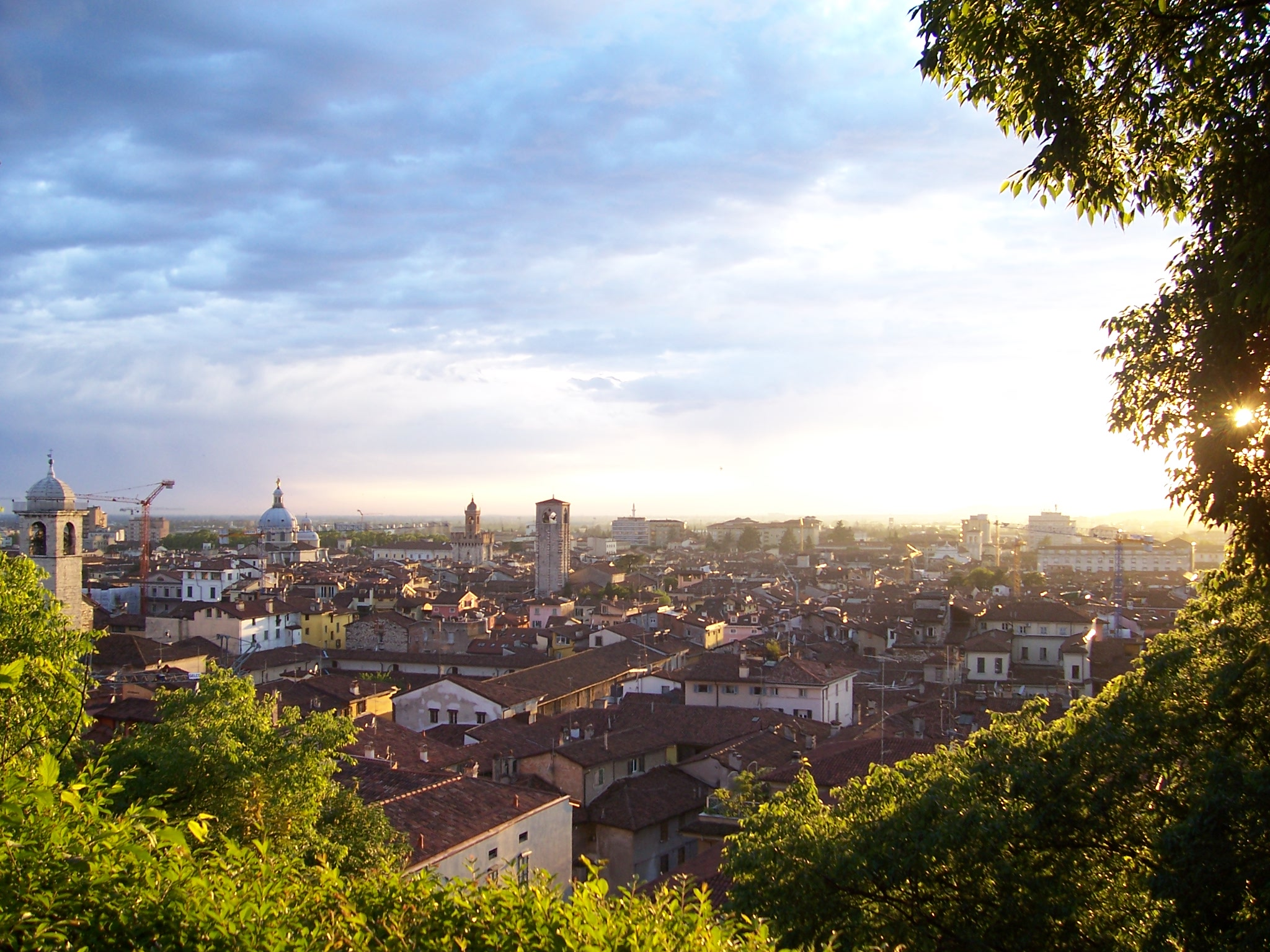
Klenau si avvicinò alla città di Brescia durante la notte, sorprendendone la guarnigione e facendo prigionieri i tre ufficiali del direttorio francese.

Nel 1796 Wurmser ottenne l'ordine di discendere in Italia con le sue armate composte da 25.000 uomini della sua vecchia armata del Reno per riunirsi alle armate del generale Beaulieu. Le due armate si incontrarono a Trento e quindi marciarono alla volta di Mantova in tre colonne.
La colonna di Wurmser ebbe modo di distinguersi con alcuni successi iniziali. La colonna successiva, al comando del generale Peter Quasdanovich si spostò verso il Lago di Garda, e una forza più piccola al comando di Johann von Klenau avanzò dalle Alpi verso la città di Brescia; qui, gli austriaci riuscirono a sorprendere la locale guarnigione francese. A mezzanotte, Klenau guidò due squadroni dell'8º reggimento ussari Wurmser e altri battaglioni e squadroni in un attacco ai francesi catturando 600–700 soldati francesi che qui erano d'istanza oltre ai tre ufficiali del direttorio: Jean Lannes, Gioacchino Murat e François Étienne de Kellermann. Quasdanovich cercò di occupare Lonato.
Wurmser non mise però in conto i movimenti delle truppe francesi nel territorio e nel giro di due giorni, le forze di Klenau vennero costrette a ritirarsi davanti ai 12.000 uomini al comando del generale Napoleone Bonaparte, lasciando Brescia già il 1 agosto. Nella successiva Battaglia di Lonato del 2 e 3 agosto 1796, i francesi si scontrarono con la colonna di Quasdanovich che si stava ritirando verso le montagne, con pesanti perdite. Le operazioni perdurarono sino alla metà di agosto, isolando le forze di Quasdanovich al Lago di Garda e permettendo ai francesi di concentrare il grosso delle loro forze su Wurmser a Castiglione delle Stiviere, più a sud; la successiva vittoria del Bonaparte su Wurmser alla Battaglia di Castiglione costrinse l'anziano comandante ad attraversare il fiume Mincio e a permettere ai francesi di tornare ad assediare Mantova.
L'assedio non fu indolore. Per muoversi velocemente verso Wurmser Napoleone dovette abbandonare il suo equipaggiamento d'assedio, lasciandolo a Mantova. Quando riprese l'assedio esso ebbe molto meno effetto senza tutta l'artiglieria lasciata indietro. Successivamente, dall'inizio di settembre, altre unità austriache si unirono alla colonna di Wurmser. Ne scaturì la Battaglia di Bassano dell'8 settembre, dove gli austriaci però vennero superati in numero di due a un dai francesi. Con il ritiro degli austriaci, Bonaparte ordinò che i suoi uomini inseguissero il nemico, costringendo gli austriaci ad abbandonare gran parte della loro artiglieria e dei rifornimenti. Gran parte del terzo battaglione del 59º reggimento Jordis, e il 1º battaglione di fanteria del Banato vennero catturati dai francesi. Gli austriaci persero in tutto seicento uomini tra morti e feriti, duemila prigionieri, trenta cannoni e otto bandiere reggimentali, oltre a duecento treni munizioni e viveri. La colonna di Wurmser combatté a Mantova, ma venne ben presto costretta a fuggire e combatté nella Battaglia di La favorita il 15 settembre. Fu questo il secondo tentativo di prendere la fortezza; gli austriaci si ritirarono dallo scontro verso Mantova e dal 15 settembre 1796 sino al 2 febbraio 1797, Wurmser rimase intrappolato nella fortezza della città assediata.
Dopo che gli austriaci ebbero perso la Battaglia di Rivoli a 48 km di distanza da Mantova, tra il 14 e il 15 gennaio 1797, era ormai chiaro che tale evento avrebbe portato all'abbandono di Mantova e Wurmser inviò uno dei suoi ufficiali più giovani, Johann von Klenau, a negoziare le condizioni della resa con il generale francese Jean Sérurier, Secondo altre fonti, Bonaparte in persona era presente a questi accordi, ma dettò condizioni ancora più generose per gli austriaci che prontamente accettarono. Wurmser, che Napoleone teneva in grande stima, lasciò Mantova con i suoi uomini e ufficiali e con i pieni onori militari, ottenendo di marciare tranquillamente verso l'Austria.
Wurmser venne incaricato di un comando in Ungheria, ma morì a Vienna prima di potere assumere l'incarico.

## Reputazione
In vita il feldmaresciallo von Wurmser era molto conosciuto e perlopiù stimato anche se personaggi come il futuro feldmaresciallo Josef Radetzky che servì sotto di lui a partire dal 1795, lo descrisse come "...un vegliardo taciturno, sordo, decrepito e vellitario".
Per decreto dell'imperatore Francesco Giuseppe d'Austria il 28 febbraio 1863 Wurmser venne inserito nell'elenco dei più celebri generali e capi di stato maggiore austriaci, dedicandogli nel 1867 una statua nella Feldherrenhalle nel Museo di storia militare di Vienna. La sua figura, scolpita nel marmo di Carrara dallo scultore italiano Angelo Malgrati, venne inaugurata personalmente dal sovrano austriaco.

## Matrimonio e figli
Il 25 gennaio 1761 a Vendenheim sposò Sophia Henrietta Rosina Juliana von und zu der Thann († 27 giugno 1772). Da questo matrimonio nacquero i seguenti figli:
- Henrietta Theresia (1763–1763)
- Henriette Dorothea (8 aprile 1767 - 1 dicembre 1827), sposò il conte Karl Heinrich Johann Wilhelm von Schlitz (9 dicembre 1752 - 10 dicembre 1826)[26]
- Christian (1768–1844)